# Concrete Utopia
Concrete Utopia (en hangul, 콘크리트 유토피아; RR: Konkeuriteu Yutopia) es una película surcoreana de suspenso estrenada el 9 de agosto de 2023. Está coescrita y dirigida por Um Tae-hwa, y protagonizada por Lee Byung-hun, Park Seo-joon y Park Bo-young.
Fue seleccionada como la candidata surcoreana a la mejor película internacional en los Premios Óscar 2024.

## Sinopsis
La ciudad de Seúl ha quedado devastada por un potente terremoto y nadie sabe con certeza hasta donde se extienden las ruinas producidas por este desastre. Un grupo de apartamentos del edificio Hwanggung en el corazón de Seúl es lo único que queda en pie. bajo el liderazgo de Yeong-tak (Lee Byung-hun), los vecinos se reúnen y tratan de salir adelante en medio de la catástrofe, pero a medida que pasa el tiempo comienzan a llegar forasteros buscando resguardo del frío extremo que domina el exterior. Las cosas no tardarán en descontrolarse cuando la necesidad de unos pocos se enfrenten a las de la mayoría.

## Reparto
- Lee Byung-hun como Yeong-tak, un residente temporal que dirige al grupo con determinación y no duda en correr cualquier riesgo para protegerlo.[5]
- Park Seo-joon como Min-seong, funcionario público y marido de Myeong-hwa, se convierte en ayudante de Yeong-tak.[6]
- Park Bo-young como Myeong-hwa, la esposa de Min-seong, es enfermera, cuida de los heridos incluso en situaciones extremas.[5]
- Park Ji-hoo como Hye-won, estudiante de secundaria.[7][8]
- Kim Do-yoon como Do-gyun.[9][8]
- Kim Sun-young como Geum-ae.[10][8]
- Choi Young-do.
- Kim Hak-sun.
- Kim Dong-gon como un agente inmobiliario.
- Joo In-young.
- Lee Suk-hyung.
- Jang Sun.
- Jung Eun-kyung.
- Kwak Min-gyu.
- Kang Ae-shim como la madre de Yeong-tak.[11]

### Aparición especial
- Uhm Tae-goo como un vagabundo.[12][13]
- Kim Hak-sun como un miembro de la Asamblea Nacional.

## Producción
Se trata de una adaptación de la segunda parte del popular webtoon Pleasant Bullying, del autor Kim Soong-nyung, serializado desde 2014.
El 4 de agosto de 2020 Lotte Entertainment anunció el proyecto de la película y los nombres de sus protagonistas. El rodaje comenzó el 16 de abril de 2021, con la incorporación de Park Ji-hoo y Kim Do-yoon. El 3 de septiembre se comunicó que el rodaje había concluido la semana anterior.
El título de la película proviene del libro del mismo nombre escrito en 2011 por Park Hae-cheon, profesor de la Universidad de Dongyang, en torno a la importancia de los apartamentos como forma de vivienda en la sociedad surcoreana. Según el director Um, que cree que el apartamento es uno de los protagonistas del filme, «los apartamentos son un buen fondo para mostrar la sociedad coreana». Concibió el escenario como un apartamento de unos 80 m2, típico de los que se construyeron en gran número durante las décadas de 1970 y 1980.
La película se presentó con un pase previo y conferencia de prensa celebrados el 31 de julio de 2023 en Lotte Cinema World Tower (Seúl), a los que asistieron el director y los protagonistas.

## Estreno y taquilla
La película se estrenó el 9 de agosto de 2023 en 1462 salas de cine, y vendió el primer día 248 609 entradas, con unos ingresos del equivalente a 1,787 millones de dólares. Se situó por este concepto en la decimoctava posición entre las películas surcoreanas estrenadas en 2023. El día 12, cuatro después del estreno, superó el millón de espectadores. El 15 de agosto había subido a la tercera posición con más de 23,5 millones de dólares, que subieron a más de 28,3 concluido su periodo de exhibición, con 3 849 242 espectadores.
Fuera de su recorrido comercial en Corea, el filme participó en el Festival Internacional de Cine de Toronto, en septiembre de 2023, dentro de la sección Gala.Al mes siguiente fue invitado a la sección competitiva Órbita del 56.º Festival Internacional de Cine de Sitges, del 5 al 15 de octubre de 2023. También se proyectó en la sección Spotlight on Korea en el Festival Internacional de Cine de Hawái, que estaba programado del 12 al 29 de octubre. Y en ese mismo mes de octubre fue el filme de clausura del Festival de Cine de Asia Oriental de Londres (LEAFF).
Por último, se vendió por anticipado en 152 países de todo el mundo, entre los cuales Francia, Italia, Japón, India, México, Brasil y Argentina. Por lo que respecta a Asia, se estrenará el 10 de agosto en Taiwán, el 17 en Malasia, Brunéi, Hong Kong y Macao, el 23 en Indonesia, el 24 en Singapur, el 31 en Tailandia, el 1 de octubre en Vietnam, el 13 en Filipinas, y en enero de 2024 en Japón.

## Crítica
Kim Eun-hyung (Hani) escribe sobre Concrete Utopia que «mientras cuenta una historia conmovedora y brutal, te sumerge con una densidad excepcional. Es una obra maestra que muestra el intento más desafiante entre las películas comerciales coreanas que han surgido después de la pandemia de covid-19». Destaca asimismo la «asombrosa actuación» de Lee Byung-hun que hace de su Yeong-tak «el mejor personaje del año».

## Continuación
El 27 de diciembre de 2021 se anunció el proyecto de una película que, aunque está ambientada en una época muy posterior, comparte el mundo de Concrete Utopia. Lleva el título provisional de Concrete Kingdom, y Lotte Entertainment y Climax Studios empezaron a producirla el 14 de noviembre, cuando aquella aún estaba en posproducción. Es un hecho inusual en la industria cinematográfica surcoreana comenzar la producción de la segunda parte cuando la primera aún no se ha estrenado. Se concretó que sería el primer largometraje dirigido por el especialista en artes marciales Huh Myung-haeng, y que contaría con la presencia de Ma Dong-seok como protagonista.